# Nieuwerleet
Nieuwerleet (officieel: Nieurlet) is een gemeente in het Franse Noorderdepartement (Frans: département du Nord), in de Franse Westhoek. De gemeente ligt in Frans-Vlaanderen, in de streek het Houtland, in de Marais audomarois. De Marais audomarois zijn ontstaan doordat de zee vroeger via een laagte tussen de Watenberg en de heuvels van Éperlecques tot hier kon binnendringen. Het Natuurreservaat van Romelaëre ligt in het zuiden tegen Nieuwerleet aan. Het is een vochtig gebied dat mede door turfwinning is ontstaan.

## Geschiedenis
De plaats werd voor het eerst vermeld in 1127 als Niwerledam en in 1142 als Newerlede, waar lede de betekenis heeft van gracht of kanaal. De heerlijkheid werd in 1529 tot graafschap verheven. Nieuwerleet was onderdeel van de gemeente Lederzele, maar werd in 1928 een zelfstandige gemeente.

## Geografie
De oppervlakte van Nieuwerleet bedroeg op 1 januari 2022 10,25 vierkante kilometer; de bevolkingsdichtheid was toen 88,4 inwoners per km².

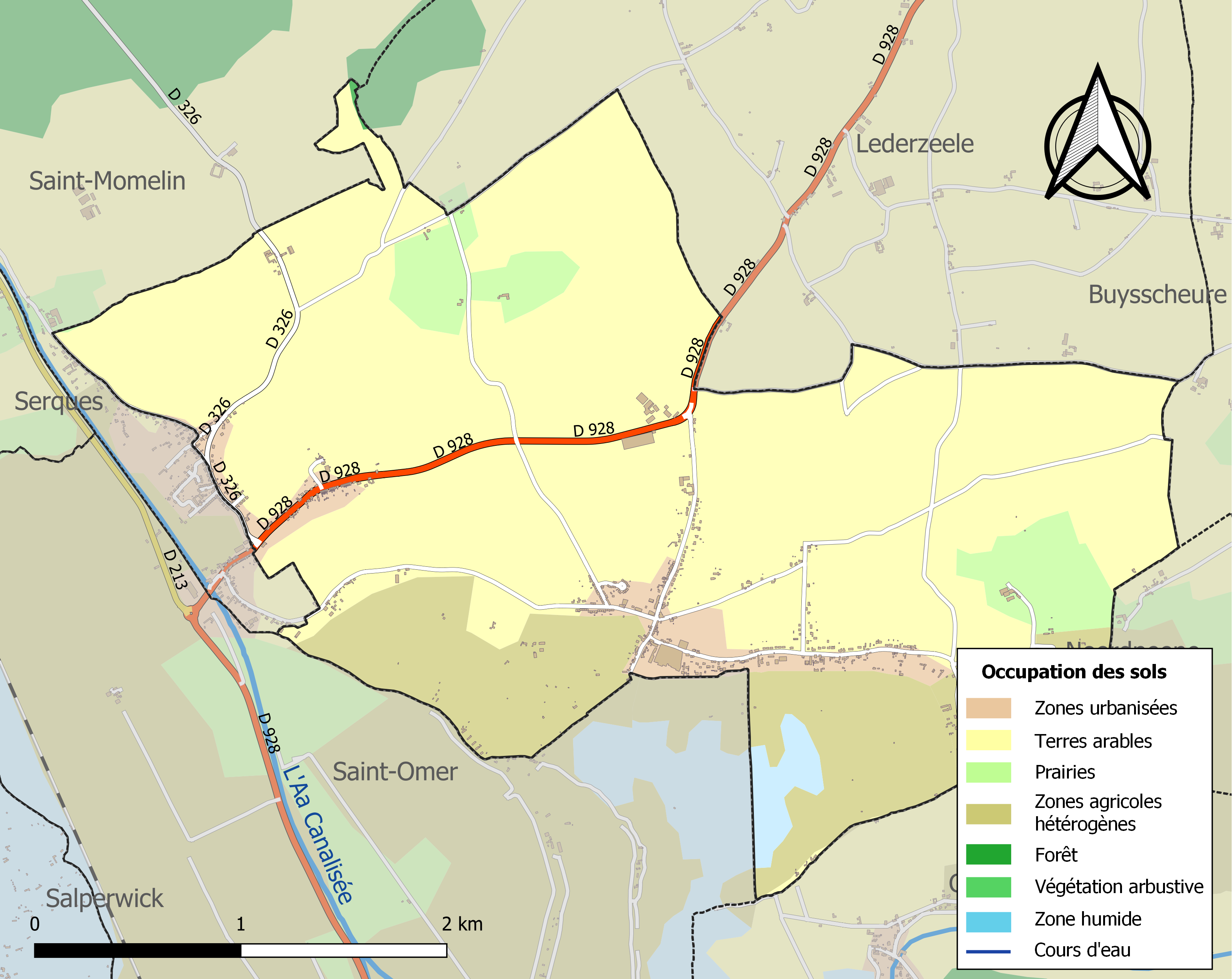
Kaart van de gemeente met de belangrijkste infrastructuur, bodemgebruik en omliggende gemeenten

## Bezienswaardigheden
- Onze-Lieve-Vrouw-Onbevlekt-Ontvangenkerk, Église de l'Immaculée Conception
- Het Monument voor de gesneuvelden

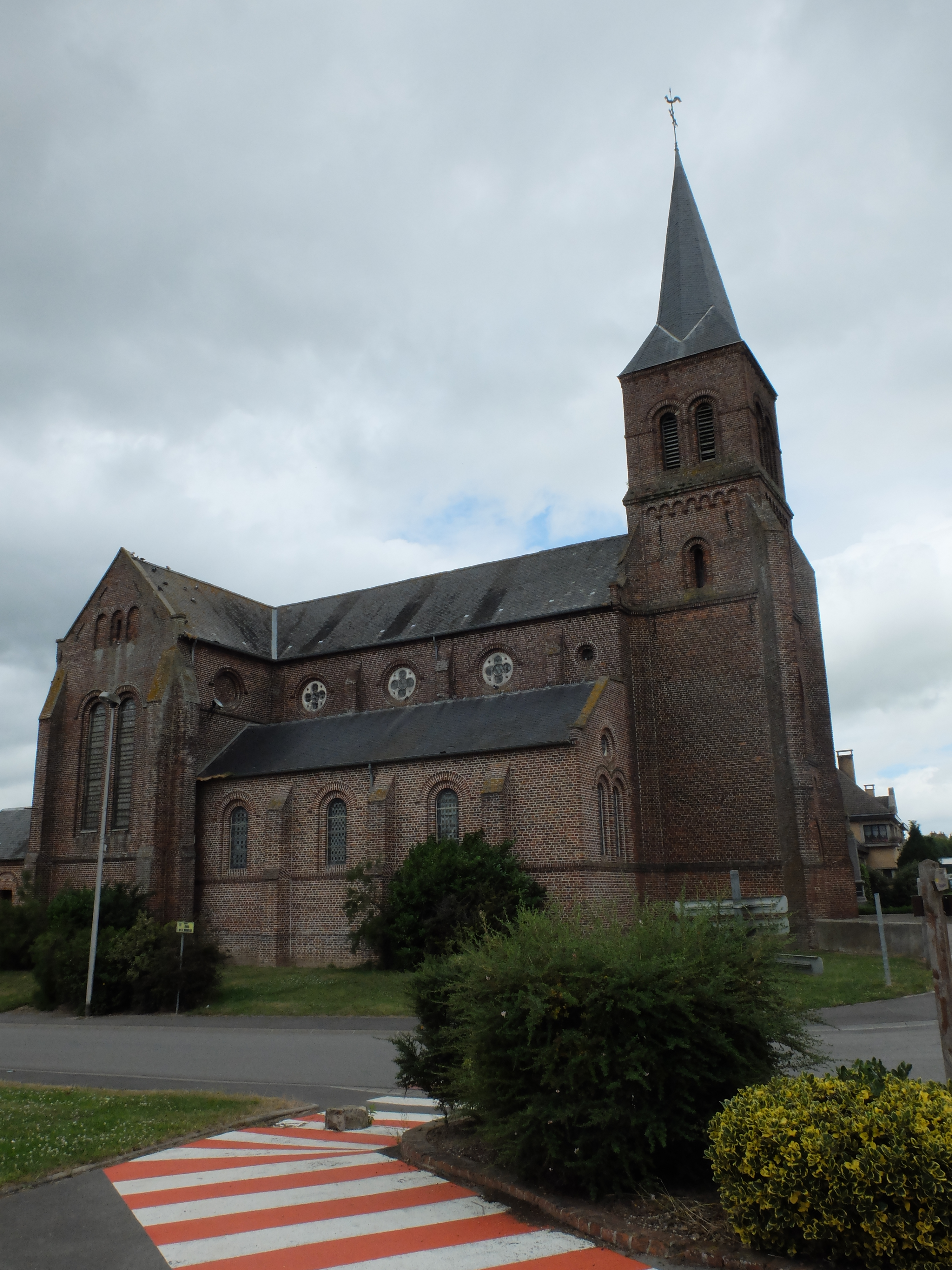
De Onze-Lieve-Vrouw-Onbevlekt-Ontvangenkerk.
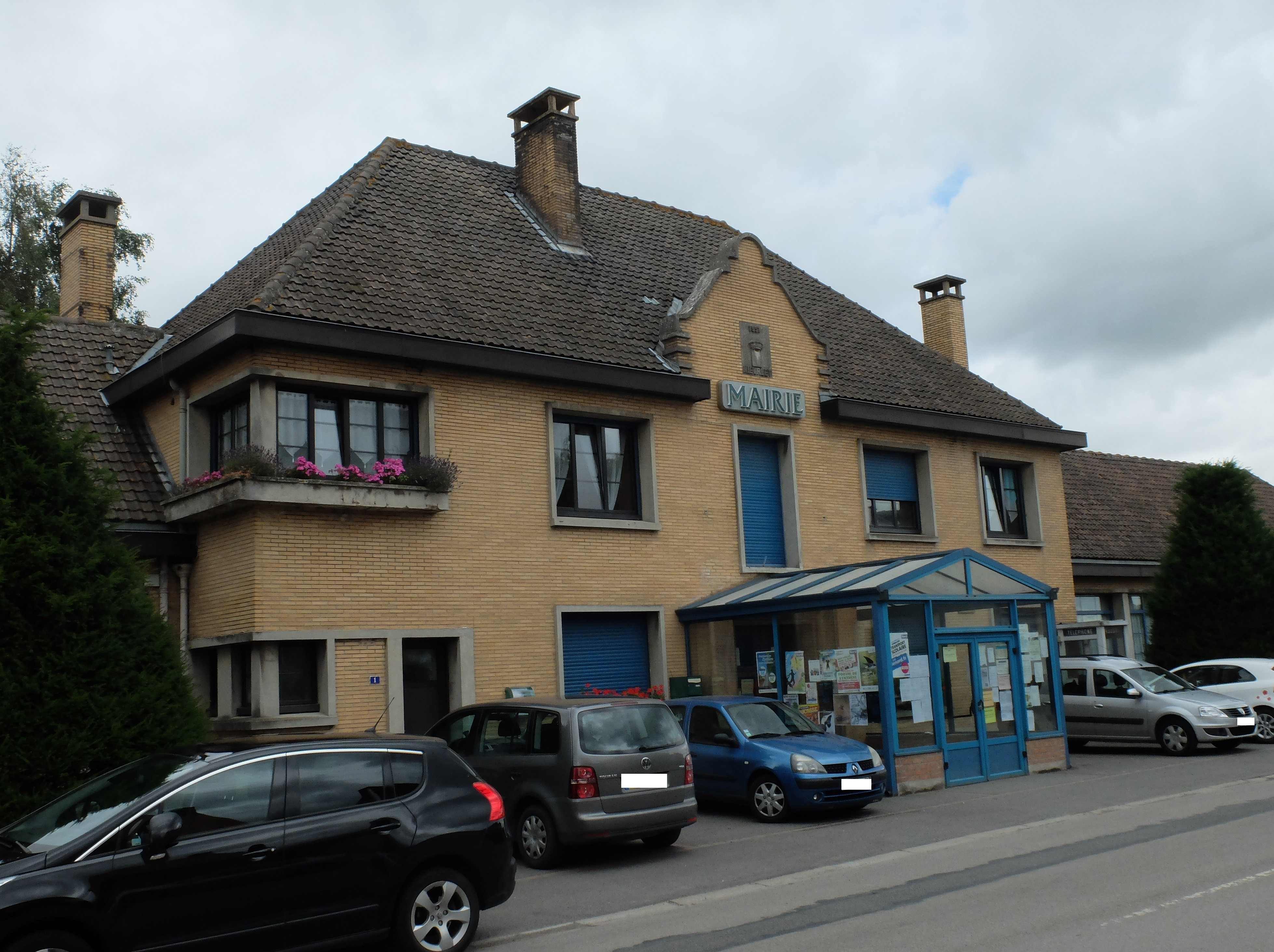
Het gemeentehuis.
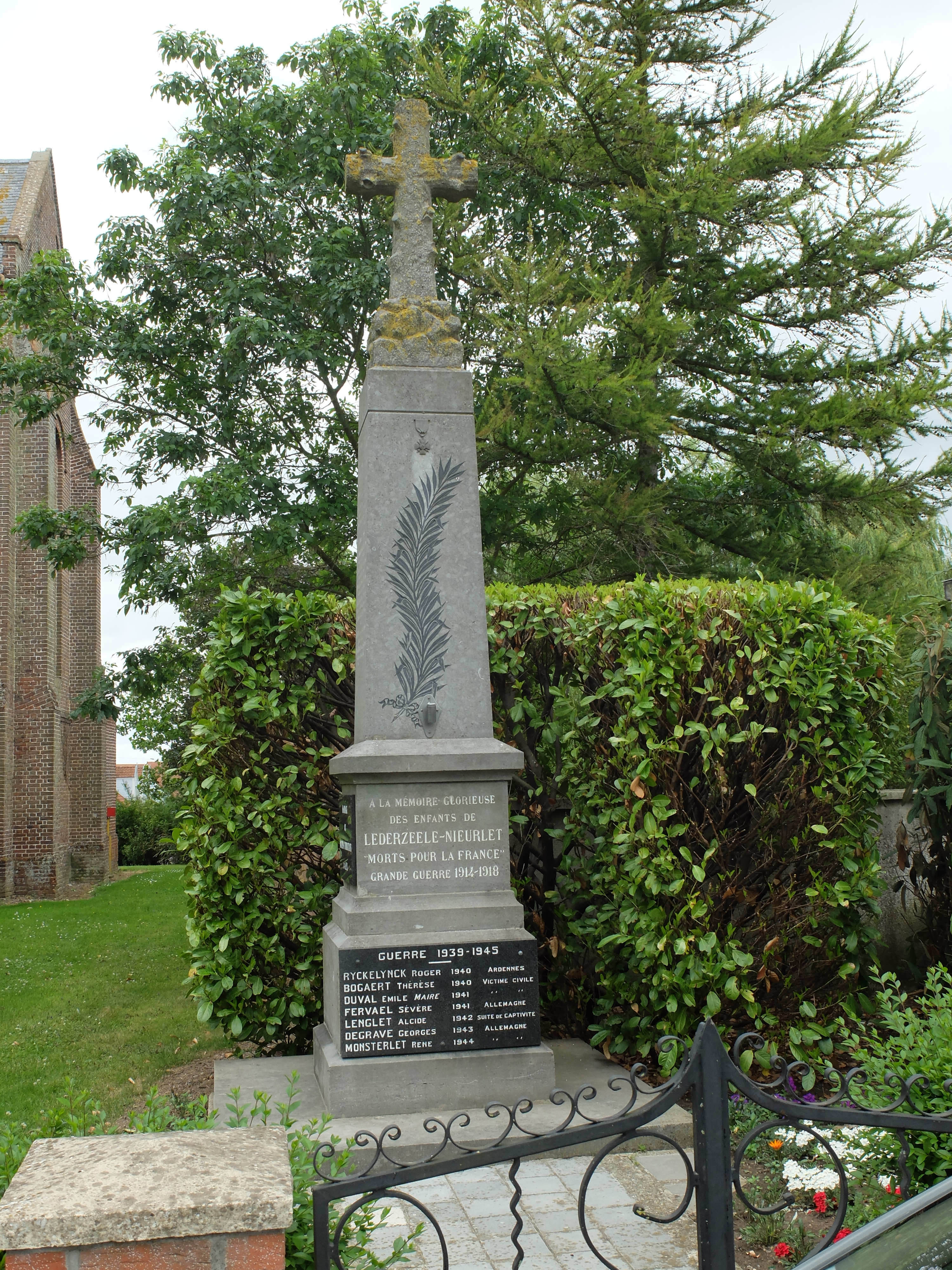
Het monument voor de gesneuvelden.

## Demografie
Onderstaande figuur toont het verloop van het inwonertal, bron: INSEE-tellingen.

## Aangrenzende gemeenten
Nieuwerleet grenst aan de gemeenten Lederzele, Buisscheure, Noordpene, Klaarmares, Sint-Omaars en Sint-Momelijn. Ten oosten van het dorpscentrum ligt het gehucht Booneghem.
Arneke · Bambeke · Bavinkhove · Bissezele · Bollezele · Broksele · Buisscheure · Ekelsbeke · Eringem · Hardefoort · Herzele · Holke · Hondschote · Hooimille · Houtkerke · Killem · Krochte · Kwaadieper · Lederzele · Ledringem · Merkegem · Millam · Nieuwerleet · Noordpene · Ochtezele · Oostkappel · Oudezele · Rekspoede · Rubroek · Sint-Momelijn · Soks · Steenvoorde · Terdegem · Volkerinkhove · Warrem · Waten · Wemaarskappel · Westkappel · Wilder · Winnezele · Wormhout · Wulverdinge · Zegerskappel · Zermezele · Zuidpene
Armboutskappel · Arneke · Bambeke · Bavinkhove · Belle · Berten · Bieren · Bissezele · Blaringem · Boeschepe · Boezegem · Bollezele · Borre · Bray-Dunes · Broekburg · Broekkerke · Broksele · Buisscheure · Drinkam · Duinkerke · Ebblingem · Eke · Ekelsbeke · Eringem · Gijvelde · Godewaarsvelde · La Gorgue · Grand-Fort-Philippe · Grevelingen · Groot-Sinten · Hardefoort · Haverskerke · Hazebroek · Herzele · Holke · Hondegem · Hondschote · Hooimille · Houtkerke · Kaaster · Kapelle · Kapellebroek · Kassel · Killem · Kraaiwijk · Krochte · Kwaadieper · Lederzele · Ledringem · Leffrinkhoeke · Linde · Loberge · Loon · Meregem · Merkegem · Merris · Meteren · Millam · Moerbeke · Niepkerke · Nieuw-Berkijn · Nieuw-Koudekerke · Nieuwerleet · Noordpene · Ochtezele · Okselare · Oostkappel · Oud-Berkijn · Oudezele · Pitgam · Pradeels · Rekspoede · Rubroek · Ruisscheure · Sint-Janskappel · Sint-Joris · Sint-Mariakappel · Sint-Momelijn · Sint-Pietersbroek · Sint-Silvesterkappel · Sint-Winoksbergen · Soks · Spijker · Stapel · Steenbeke · Steenvoorde · Steenwerk · Stegers · Stene · Strazele · Terdegem · Téteghem-Coudekerque-Village · Tienen · Uksem · Vleteren · Volkerinkhove · Waalskappel · Warrem · Waten · Wemaarskappel · Westkappel · Wilder · Winnezele · Wormhout · Wulverdinge · Zegerskappel · Zerkel · Zermezele · Zoeterstee · Zuidkote · Zuidpene